# Domencíolo (general do século VI)
Domencíolo (em latim: Domnentiolus) foi um oficial militar bizantino, ativo no reinado do imperador Justiniano (r. 527–565). Parente de proeminentes generais do período, aparece pela primeira vez em 531, quando liderou tropas contra os sassânidas no lugar de seu avô Buzes. Seria capturado durante sua expedição e seria libertado no ano seguinte sob os termos da Paz Eterna. Reaparece nas fontes em 543, em plena Guerra Lázica, quando liderou tropas junto a outros oficiais militares próximo a Martirópolis e então atacou Taraunitis. Em 550, prestou serviço militar na Sicília durante a Guerra Gótica, tendo liderado a defesa de Messina durante a invasão do rei ostrogótico Tótila (r. 541–552).

## Biografia

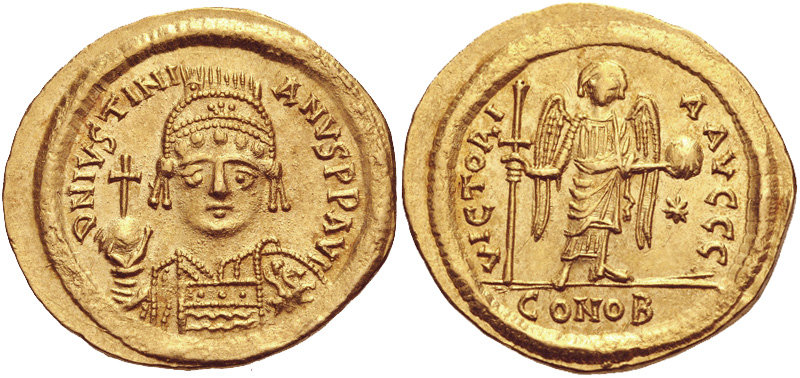
Soldo de Justiniano r.

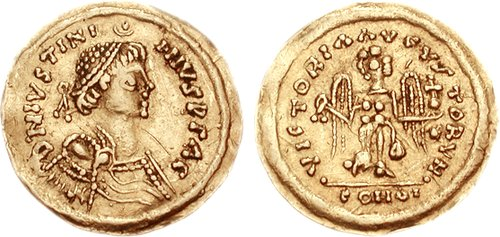
Tremisse de Tótila r.

Fontes primárias são inconsistentes sobre seu nome: "Domencíolo" deriva de Procópio; "Domenencíolo"  (em grego: Δομενεντίολος) de Menandro Protetor; "Domecíolo" de João Malalas; "Domentzíolo" de Teófanes, o Confessor; e "Domitzíolo" de Zacarias Retórico. Um fragmento de Teófanes de Bizâncio, preservado pelo patriarca Fócio, chama-o "Comencíolo". Domencíolo nasceu de uma filha de nome incerto de Buzes. A relação é registrada por Zacarias Retórico e Procópio; seus tios maternos eram Cutzes e Venilo. Seu avô maternal foi provavelmente o general e rebelde Vitaliano.
É citado pela primeira vez em abril de 531, mais ou menos na época da Batalha de Calínico. A Guerra Ibérica ainda estava em curso. Buzes estava estacionado em Amida, devido a uma doença que o impediu de fazer campanha. Ele então encarrega o sobrinho com a liderança de um exército a Abgarxata, local citado apenas por Zacarias. Suas tropas encontram o exército persa e foram derrotadas. Domencíolo foi capturado pelo inimigo e levado ao interior do Império Sassânida. Em 532, a Paz Eterna foi concluída e ele foi liberado "numa troca de prisioneiros".
Reaparece em 543, como um dos lideres do exército na Guerra Lázica. Ele, Justo, Perânio, João e João, o Glutão lideraram suas forças combinadas para Fiso, próximo de Martirópolis, e de lá à fronteira persa. Outros generais (Filemudo, Martinho, Pedro, Vero, Valeriano) lideraram uma invasão ao Império Sassânida de outro local, porém Domencíolo e os demais oficiais não juntaram-se a eles e se dedicaram a atacar Taraunitis, onde conseguiram pouco butim, e então retornaram. É citado outra vez em 550, na Guerra Gótica. Era à época o comandante militar de Messina, na Sicília. Quando Tótila (r. 541–552) liderou os ostrogodos numa invasão da Sicília, Messina foi atacada. Domencíolo liderou suas forças para enfrentar o inimigo fora dos muros da cidade. Ele derrotou-os no campo de batalha e parou seu avanço. Mas, em seguida, se retirou para dentro dos muros de Messina e concentrou-se na defesa da cidade. Procópio nota que o campo foi deixado desprotegido. Esta é a última menção cronológica de Domencíolo.